# Ґіорґіцмінда (Сагареджойський муніципалітет)
Ґіорґіцмінда (груз. გიორგიწმინდა) — село в Грузії.
За даними перепису населення 2014 року в селі проживає 2307 особа.